# Frédéric von Anhalt

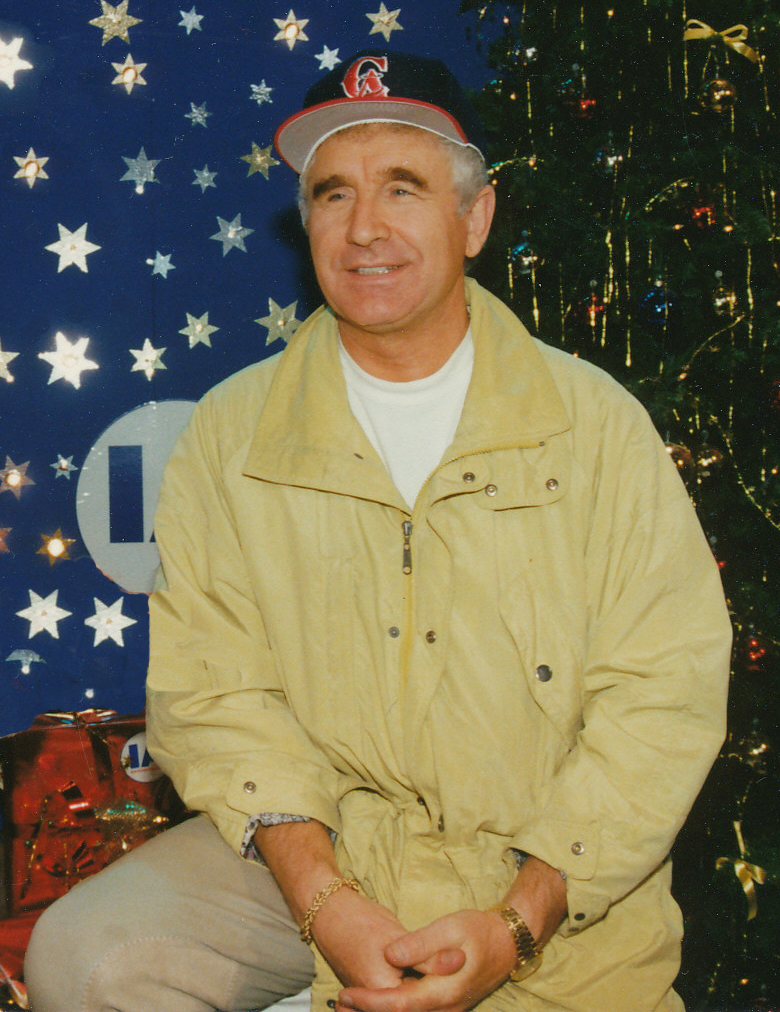
Frédéric Prinz von Anhalt (2009)

Frédéric Prinz von Anhalt (* 18. Juni 1943 in Wallhausen als Hans-Robert Lichtenberg) ist ein deutsch-amerikanischer Geschäftsmann sowie Adoptivsohn von Marie Auguste Prinzessin von Anhalt. Er lebt in Los Angeles und ist bekannt durch zahlreiche Auftritte in deutschen und amerikanischen Fernsehsendungen.

## Biografie

### Zeit in Deutschland
Hans-Robert Lichtenberg wurde als Sohn des Kriminalrats Ferdinand Lichtenberg und dessen Frau Barbara in Wallhausen bei Bad Kreuznach während des Zweiten Weltkriegs geboren. Damals lautete sein Name noch Hans-Robert Lichtenberg. Er absolvierte eine Berufsausbildung zum Bäcker und betrieb später mehrere Saunaclubs für Männer, die er geschäftlich erfolgreich führte.
Durch Vermittlung des Titelhändlers Hans-Hermann Weyer lernte er Marie Auguste Prinzessin von Anhalt kennen, die aus dem Adelsgeschlecht der Askanier stammte und deren Familie bis November 1918 das Herzogtum Anhalt mit der Hauptstadt Dessau regierte. Sie adoptierte im Februar 1980 Lichtenberg als Erwachsenen, der ihr später eine monatliche Rente von 2000 Mark zahlte. Aufgrund der Adoption erhielt Lichtenberg den Familiennamen „Prinz von Anhalt“ und änderte überdies seinen Vornamen in Frédéric.

### Zeit in den USA
Von Anhalt kam 1983 nach Los Angeles und heiratete 1986 die amerikanisch-ungarische Schauspielerin Zsa Zsa Gabor. Die Eheschließung nutzte er für Schlagzeilen in der Boulevard-Presse und steigerte dadurch seine Bekanntheit in der Öffentlichkeit. In Interviews äußerte von Anhalt, er habe in seiner Zeit in Amerika durch die Vermittlungen von Geschäftskontakten Provisionen erhalten und auf diese Weise stets regelmäßig Einnahmen gehabt. Über seine Ehefrau bekam er sehr schnell Zugang zu den höchsten Kreisen in den USA und weltweit. Bereits 1985 wurde von Anhalt vom amerikanischen Präsidenten Ronald Reagan im Weißen Haus empfangen und ebenfalls lud er König Carl Gustaf sowie Königin Silvia von Schweden in Los Angeles ein.
Er besitzt neben der deutschen auch die amerikanische Staatsbürgerschaft. Im Dezember 2016 starb seine Frau nach langer Krankheit in ihrem Haus in Bel Air, einem Stadtteil von Los Angeles. Als Alleinerbe erhielt von Anhalt Vermögenswerte in Millionenhöhe. Nach einem Umzug in eine Luxuswohnung lebt er weiterhin in Los Angeles. Während seiner Zeit in den USA suchte er häufig den Kontakt zu deutschen und amerikanischen Boulevardmedien. An der Hochschule für Wirtschaft und Recht Berlin hielt von Anhalt im November 2022 einen Gastvortrag zum Thema „Die Volljährigenadoption“.

### Politische Ambitionen
Im Januar 2010 gab von Anhalt seine Absicht bekannt, für das Amt des Gouverneurs im US-Bundesstaat Kalifornien zu kandidieren. Zu seinen Wahlversprechen zählten unter anderem die Legalisierungen von Marihuana und der Prostitution sowie deren Besteuerung, um dem Bundesstaat aus der Finanzkrise zu helfen. Anfang August 2010 erklärte er das Ende seiner Kandidatur.
Von Anhalt unterstützte Donald Trump im amerikanischen Präsidentschaftswahlkampf 2016 und warb für diesen in deutschen und US-Interviews. Im September 2017 gab er erneut bekannt, das Amt des Gouverneurs von Kalifornien anzustreben. Ebenfalls erklärte er im Februar 2021, dass er seine Gouverneurs-Kandidatur für die Republikaner eingereicht habe.

## Erwachsenenadoptionen

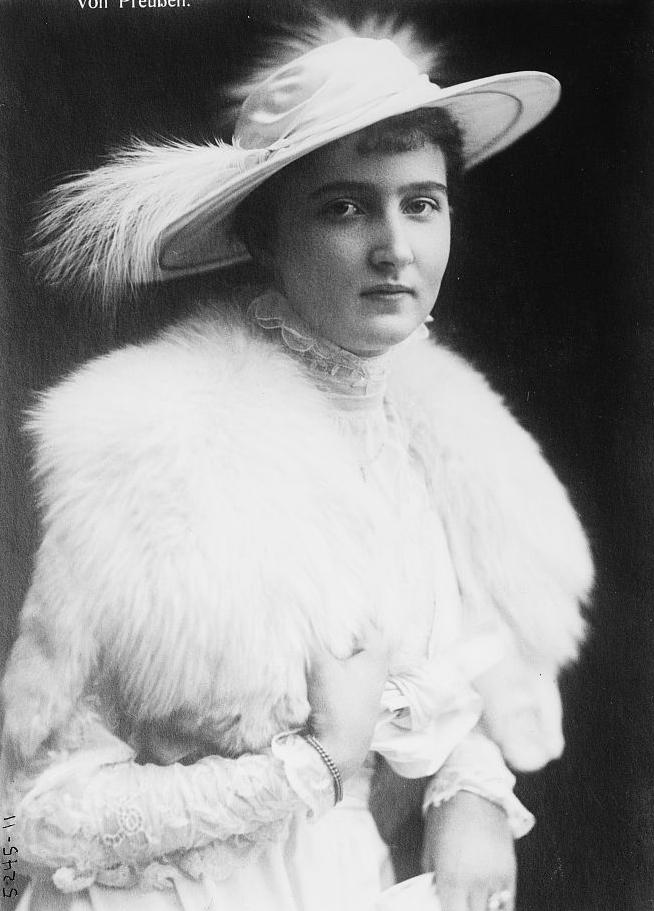
Marie Auguste

Marie Auguste Prinzessin von Anhalt (1898–1983) adoptierte im Februar 1980 Hans-Robert Lichtenberg. Die Vermittlungsgebühr von 200.000 Mark für die Adoption an den Titelhändler Hans-Hermann Weyer zahlte er nicht. Marie Auguste wurde als Tochter von Eduard von Anhalt geboren, der im Jahr 1918 für knapp 5 Monate regierender Herzog von Anhalt war. Durch ihre erste Ehe mit dem 1920 verstorbenen Joachim Prinz von Preußen hatte Marie Auguste den letzten deutschen Kaiser Wilhelm II. als Schwiegervater. Eduard Prinz von Anhalt, der Familienoberhaupt des Adelsgeschlechts ist und dessen Tante Marie Auguste war, betrachtet Frédéric von Anhalt wegen der vermittelten Erwachsenenadoption nicht als Teil der Familie Anhalt.
Frédéric von Anhalt hat eine Reihe erwachsener Adoptivsöhne, darunter den Unternehmer und Bordellbetreiber Marcus Prinz von Anhalt. Die in den USA durchgeführten und in Deutschland anerkannten Adoptionen im Erwachsenenalter erfolgten in der Regel gegen Entrichtung einer hohen Geldsumme. Die Adoptierten führen ebenfalls den Namen Prinz von Anhalt. Auf diese Weise soll laut der Süddeutschen Zeitung, die sich auf den Hollywood Reporter beruft, im Laufe der Zeit ein Gesamtbetrag von zehn Millionen Euro an von Anhalt geflossen sein. Die Adoptivsöhne mussten im Vorhinein eine Erbverzichtserklärung abgeben oder wurden im Nachhinein wieder enterbt.

## Fernsehauftritte
- 2005: Die Burg (ProSieben)
- 2016: Prinz Hollywood – Frederic von Anhalt (Das Erste), Dokumentation von Nicola Graef
- 2021: Kampf der Realitystars – Schiffbruch am Traumstrand (RTL II)

Weitere Fernsehauftritte hatte er in verschiedenen Talk- und Boulevardsendungen wie Brisant (Das Erste), Maischberger (Das Erste) und Exclusiv – Das Starmagazin (RTL).

## Frederic-von-Anhalt-Stiftung
Von Anhalt gründete im Jahr 1995 die Frederic-von-Anhalt-Stiftung mit Sitz im anhaltischen Dessau-Roßlau. Stiftungszweck ist die Förderung der Kinder- und Jugendhilfe sowie des Wohlfahrtswesens.